# Монро (окръг, Алабама)
Вижте пояснителната страница за други значения на Монро.
Окръг Монро (на английски: Monroe County) е окръг в щата Алабама, Съединени американски щати. Площта му е 2681 km², а населението – 19 772 души (1 април 2020). Административен център е град Монровил.